# Rolling Thunder Revue
The Rolling Thunder Revue var en turné som Bob Dylan genomförde i USA med ett stort och brokigt följe av artister i två omgångar 1975–1976. Bland det stora antalet deltagare återfanns Joan Baez (sång), Ramblin' Jack Elliot (gitarr och sång), Roger McGuinn (gitarr och sång), Bob Neuwirth (gitarr och sång), Mick Ronson (gitarr), Scarlet Rivera (violin), Rob Stoner (bas) samt Howie Wyeth (trummor). Den första delen av turnén genomfördes från 30 oktober–8 december 1975 då man gav 32 konserter, mest på USA:s östkust och sedan i Kanada. Den avslutande konserten, i Madison Square Garden, blev en gala för boxaren Rubin "Hurricane" Carter som satt oskyldigt dömd för trippelmord. 1976 års turné genomfördes mest i södra USA där man mellan 18 april och 25 maj kom att ge 26 konserter. Dylan hade tänkt sig konserterna som något av cirkusföreställningar och med alla deltagares uppträdanden inräknade pågick konserterna ofta i fyra timmar, där Dylan kunde stå på scenen 1–2 timmar. Under turnén försökte Dylan även spela in filmen "Renaldo and Clara", vilken aldrig kom att ges ut på riktigt. Enligt flera källor var stämningen under hösten 1975 ganska god medan musikerna slet mer på varandra under andra halvan av turnén. Dylans fru Sara reste också med på turnén och enligt uppgifter från flera av övriga deltagare kunde det tydligt märkas att deras äktenskap genomgick en svår period. Inspelningar på turnén fanns länge bara på piratskivor men 2002 släpptes den officiella utgåvan The Bootleg Series Vol. 5: Bob Dylan Live 1975, The Rolling Thunder Revue som dock härstammar från ett stort antal olika konserter under turnéns gång. Turnén dokumenterades grundligt genom ljud- och filmupptagningar. Spelningen i Fort Collins, Colorado visades bland annat i svensk TV. 2019 släpptes en dokumentär om turnén, regisserad av Martin Scorsese.